# نراد سوری
نراد سوری (نام علمی: Abies cilicica) نام یک گونه از سرده نراد است.